# Christian Simmert

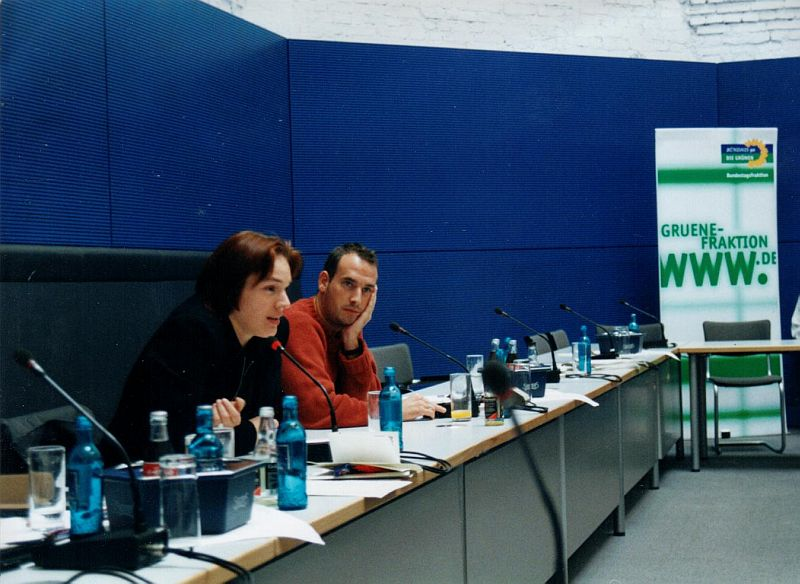
Die Bundestagsabgeordneten Christian Simmert (rechts) und Grietje Bettin (2001)

Christian Simmert (* 4. Dezember 1972 in Warstein) ist ein ehemaliger deutscher Politiker (Bündnis 90/Die Grünen) und PR-Berater.

## Leben
Simmert war als Praktikant und Angestellter bei einer Kölner Werbeagentur und von 1992 bis 1994 als freier Journalist tätig.
1990 trat Simmert den Grünen bei, wo er zunächst von 1992 bis 1994 Sprecher der LAG Jugendpolitik Nordrhein-Westfalen und danach von 1994 bis 1998 Landesvorstandsmitglied war. Von 1998 bis 2002 war er Mitglied des Deutschen Bundestages, diese Zeit hat er in dem Buch „Die Lobby regiert das Land“ kritisch reflektiert.
Von 2003 bis 2008 arbeitete Christian Simmert als Fachjournalist in der Automobil-Branche.
Simmert war von 2008 bis 2013 Geschäftsführer und Gesellschafter einer PR-Agentur in Neuss. 2013 gründete er in Leipzig als Gesellschafter eine neue Agentur, bei der er Geschäftsführer ist.